# ギリシア文学
ギリシア文学（ギリシアぶんがく、ギリシア語: Ελληνική Λογοτεχνία、英: Greek literature）は、ギリシアの本土および島嶼部、古代マグナ・グラエキア、小アジアの人々によって、ギリシア語で書かれた文学作品の総称。最も古くかつ最も知られた古代のホメーロスから現代の作家にいたるまで、その歴史と展開は幅広い。ヘレニズム文化のもとでギリシア語は古代東地中海世界の共通語となったため、非ギリシア人による著作も多い。古代から中世にかけての言語状況に関してはギリシア語の項を参照。世界文学史上において大きな重要性をもつのは古代の作品である。

## 歴史

### 古代
紀元前8世紀のギリシア神話に取材した『イーリアス』や『オデュッセイア』などのホメーロスによる叙事詩群が現存する最も古いギリシア詩作品である。ギリシア文学の最古の作品はみな韻文であり、詩であった。古代ギリシアにおいて、ホメーロスも、その作品の素材であるギリシア神話も単なる虚構ではなく、神について述べ、知や法律について文化のあらゆる面で規範を与えるものであった。『神統記』、『労働と日々』を残したヘーシオドスや、他の詩人もまたそのように尊ばれた。しかし多くの詩人の作品は失われ、後世に引用された断片のみが現代に伝わっている。詩の守護神はアポロンとムーサたちである。古代ギリシアにおいて詩は音楽をつけて吟唱され、文芸を意味する語「ムーシケー」は同時に「音楽」を意味した。英語のmusicなど、現代ヨーロッパ語の音楽を意味する語はこの「ムーシケー」に由来するものが多い。この時期には現在知られている主な詩形と詩脚が登場していた。詩形には叙事詩のほかディテュランボスなどがある。ディテュランボスの著名な詩人としてはシモニデス、ピンダロスなどが挙げられる。また、タレスに始まるギリシア哲学も、ソクラテス以前の哲学者には詩の形で書かれた。紀元前5世紀頃の富裕な階層にとって、教育とは第一に上述の古代の詩を暗誦することであった。

#### アテナイ黄金期
紀元前5世紀から裁判や政治の場で用いるための弁論術が発達し、ソフィストが各地を旅行してその技法を有償で講義した。アテナイのソクラテスも同時代人からはこのようなソフィストの一人とみなされたようである。一方当時のアテナイでは演劇が発達し、三大悲劇詩人、また喜劇作家アリストパネスらが出て、アッティカ方言の文芸が発展した。
ソクラテスの弟子プラトン（紀元前427年 - 紀元前347年）はこのような思潮に反発し、ソフィストと異なる知のあり方、愛智（φιλοσοφια、ピロソピアー）を説くとともに、教育に用いる詩を道徳的観念から制限しイデアを認識することを最終過程におく教育法を提唱した。『国家』によれば詩は模倣の技術であり、真の知識ではなく、詩人は理想国家には己の場所を持たない（詩人追放論）。プラトンは対話篇形式を考案し、それまでの韻文による哲学に代わって散文による思索を導入した。プラトンに続くアリストテレス（紀元前384年 - 紀元前322年）は散文による哲学を推し進める一方、『詩学』において再び詩の教育的効果を説くとともに、詩形式を分類し、悲劇をもっとも優れた詩とみなした上で、『オイディプス王』などの優れた悲劇作品を分析して、その構造と本質を究明した。
また同じ時期の散文分野には、『歴史』により西洋歴史学の祖となったヘロドトス、『戦史』を残したトゥキディデスなどの歴史家、『アナバシス』や『ソクラテスの思い出』を残した文筆家クセノポンなどが現れた。雄弁家イソクラテスが母音調和を説いたのもこの頃である。

#### ヘレニズム期
紀元前336年に国王に即位したマケドニア王国のアレクサンドロス大王にシリア、エジプト、メソポタミア、ペルシア、トランスオクシアナ、インド北西部などの古代オリエント世界が征服され、ギリシア語地域が拡大すると、ギリシア文学もまたその舞台を広げ、各地で相互に文化的影響を与え合った。この時期をヘレニズム期という。ギリシア語世界の拡大によりギリシア地域の政治的地位は低下したが、ギリシア文化は一層の展開をみせた。ヘレニズム期の文化において重要な都市は、エジプトのアレクサンドリアである。プトレマイオス朝は学芸を保護し、アレクサンドリアに研究機関ムーサイオンを置いた。これは「アレクサンドリアの図書館」としても知られる。ヘレニズム期にはまた、古伝承を収集する動きが起こった。現在「ギリシア神話」として知られる内容はこの頃に文章化されたものが多い。

#### 古代ローマ期
ピリッポス2世以後ギリシャの大部分統治していたマケドニア王国（アンティゴノス朝）が、第三次マケドニア戦争によって紀元前168年にローマ共和国に滅ぼされ、ギリシア全土がローマの支配下に置かれた後にはアテナイも再び重要な場所となった。口語であるコイネー（共通語の意味）に対して、文章語としてアッティカ方言が規範視され、『対比列伝』のプルタルコス、『歴史』のポリュビオスなどの著作家が現れた。表現の技法である弁論術の研究も発達し、偽ロンギヌスによる『崇高について』など文体研究についての著述も行われた。
ローマ帝国では禁教とされたキリスト教の信仰が313年にコンスタンティヌス1世のミラノ勅令によって公認されると、キリスト教文書の著述も盛んに行われるようになった。キリスト教はその始点において、コイネーによる『旧約聖書』（七十人訳聖書）と『新約聖書』を教団の文書として有していたが、正典化が行われてその範囲が確定した。キリスト教典礼のために数多くの詩（聖歌、カノン）が書かれた。一方で古代以来の悲劇はギリシアの神々に捧げる異教的なものとしてキリスト教信者が見に行くことは禁じられ、キリスト教が隆盛するにつれて、古来の詩形式のうち相当が衰微した。アレクサンドリアの図書館は火災にあい、その蔵書はすべて失われた。ローマ皇帝ユスティニアヌス1世は529年にアカデメイアを初めとするアテナイの非キリスト教学校すべての閉鎖を命じ、古代以来の学芸の伝統はここに一時衰微した。

### 中世
東ローマ帝国（ビザンツ帝国・ビザンティン帝国）はその領域の大半が東地中海のギリシア語圏であり、7世紀のヘラクレイオス帝の時代以降は公用語がギリシア語となった。9世紀に入るとコンスタンティノポリス総主教フォティオス1世らが古典研究を推進し、さらに867年に成立したマケドニア王朝の下で古代ギリシアの古典作品が見直された。また、10世紀の皇帝コンスタンティノス7世は国家事業として古典作品の収集を進めた。
13世紀のパレオロゴス朝（1261年－1453年）にはギリシア語による史書の著述や古典の研究がさらに盛んになり、東ローマ帝国の首都コンスタンティノポリスはギリシア語文化の中心となった。
1453年のオスマン帝国がコンスタンティノポリスを攻略し、東ローマ帝国が滅亡すると、帝国の亡命知識人により西ヨーロッパへ大量のギリシャ古典の写本が流入し、イタリア・ルネサンスにおける古典復興が準備された。

### 近代以降
近代ギリシア文学の先駆けとしては、凡そ十一世紀半ばにまとめ上げられたとされる叙事詩『ディゲニス・アクリタス』が挙げられる。時代としては中世・東ローマ帝国期に編まれたものであり、ヘレニズム時代の小説やビザンツ期の年代記の影響を受け、古典的な装飾に富んでいる。だがその叙事詩には先行する民衆詩の影響や民衆的な言語が含まれており、これをもって近代ギリシア文学はその嚆矢を見る。

### 後ビザンツ・オスマン統治期
1453年のイスタンブル(コンスタンディヌーポリ)陥落の前よりビザンツ帝国の凋落は始まっていたが、帝都の陥落を前後して多くの知識人が主にイタリアを中心とした西欧へと逃れた。このような時代背景の故に、後ビザンツ・オスマン統治期においてはギリシア本土で自由闊達な文化活動が見られることはなかった。このような状況下において、ギリシア文学の活動が見られたのはイスタンブル(コンスタンディヌーポリ)及びオスマン帝国による占領が遅れ、加えて西欧との接触の多かったキプロス、ヒオス、クレタ、イオニア諸島等の島嶼部である。
キプロス島は小アジア由来の民衆詩の中心地であったが、ここにヴェネツィア支配によるイタリアの影響が加わり、ペトラルカのソネット等が翻訳され、これに倣う一連のソネット形式の恋愛詩が作られた。代表的な人物に、1360年から1501年までのキプロスを描き、近代ギリシア散文の父とも言われるマヘラスと、他にヴストローニオが挙げられる。
ロードス島は13世紀よりヴェネツィアやジェノヴァ等外国人の支配下にあり、この影響で恋愛を主題にした民衆歌が作られ、イェオルイラス等のロードス島の疫病を歌った叙事詩が生まれた。しかし1522年のオスマン帝国による占領後文学活動は止んだとされる。ヒオス島は1566年のオスマン帝国の到来以前はヴェニツィアやジェノヴァに占領されており、ロードス島の民衆詩の影響にある民衆詩が歌われた。
クレタ島では近代ギリシア文学の一黄金期と称してもよいほど豊富多様で高度な詩を中心とする諸文学が生み出された。ここでは13世紀から17世紀中葉におよぶヴェネツィア支配の影響とギリシア民衆詩の影響が溶け合っている。15世紀後半から16世紀前半にはビザンツ帝国の陥落を嘆く無名詩人の手になる「コンスタンディヌーポリの愁訴」、クレタの地震を歌ったスクラヴォスの叙事詩、ベルガディスの「アポコポス」に代表される数々の詩が詠まれた。中でも重要なものに、作者不明の「美しき女羊飼」とコルナロスの「エロトクリトス」であり、後のギリシア民衆詩の伝統に大きな影響を残した。他に詩以外にも、西欧の作品の影響を大きく受けた劇作品が多く残されているが、散文作品は傑作を欠く。
1699年にクレタ島がオスマン帝国の軍門に下った後はクレタにおける文学的創造は見られなくなるも、イオニア諸島やギリシア各地にクレタの文学的素地が受け継がれていくことになる。

## 近現代の代表的な作家
- ニコス・カザンザキス（Νίκος Καζαντζάκης, 1883～1957）小説家　代表作「アレクシス・ゾルバス（別名「その男ゾルバ」）」「キリストは再び十字架につけられる」、映画「最後の誘惑」の原作など
- イオルゴス・セフェリス（Γιώργος Σεφέρης, 1900 - 1971) 詩人　1963年ノーベル文学賞受賞
- オデッセアス・エリティス (Οδυσσέας Ελύτης, 1911 - 1996) 詩人　1979年ノーベル文学賞受賞
- コンスタンディノス・カヴァフィス (Κωνσταντίνος Π. Καβάφης, 1863 - 1933) 詩人
- タキ・テオドラコプロス (Τάκι Θεοδωρακόπουλος．1937 - ) 作家、コラムニスト
- ディミトリス・リアコス (Dimitris Lyacos, Δημήτρης Λυάκος．1966 - ) 詩人、劇作家
- コンスタンディノス・テオトキス（Κωνσταντίνος Θεοτόκης,1872 - 1923),作家、 翻訳家

## 影響
高度な文化地域であった古代ギリシア文学は、古代ローマのラテン文学形成に多大な影響を与えた。